# El amor en ruinas
Película para televisión dirigida por el célebre George Cukor.

## Argumento
Una antigua actriz es demandada por haber roto una promesa. Para su defensa la actriz recurre a un abogado que en tiempos fue su amante y al que la une una buena amistad. Lo que ella no sabe es que él sigue enamorado.

## Otros créditos
- Dirección artística: Carmen Dillon
- Montaje: John F. Burnett
- Editor musical: Kenneth Hall
- Diseño de vestuario: Margaret Furse y Germinal Rangel

## Premios
- El montaje de John F. Burnett estuvo nominado a los premios Eddie que conceden los Editores de cine de América en la categoría de mejor montaje para especial de televisión.
- George Cukor ganó el Emmy al mejor director en Programa Especial drama o Comedia. Además ganó un premio especial otorgado por la Asociación de Críticos cinematográficos de Los Ángeles.
- Laurence Olivier ganó el Emmy al mejor actor en Programa Especial drama o Comedia.
- Katharine Hepburn ganó el Emmy a la mejor actriz en Programa Especial drama o Comedia.